# Trilj
Trilj ist eine Stadt in Dalmatien im südlichen Teil Kroatiens, die zur Gespanschaft Split-Dalmatien gehört. Sie liegt am Fluss Cetina im dalmatinischen Hinterland. Nach der Volkszählung von 2011 hat Trilj 9.109 Einwohner.

## Geschichte
In römischer Zeit war Tilurium, so der lateinische Name des Ortes, Garnisonsstandort. In der ersten Hälfte des 1. Jahrhunderts n. Chr. war hier die Legio VII Claudia stationiert. Nach deren Abzug wurde das Lager von Auxiliartruppen weitergenutzt.

## Söhne und Töchter
- John Prcela (* 1922), US-amerikanischer Autor und Publizist
- Ante Jozić (* 1967), römisch-katholischer Erzbischof und Diplomat
- Mirko Jozić (* 1940), Fußballspieler- und trainer